# Kotoulgoum
Kotoulgoum, également appelé Koutoulgoum, est une localité située dans le département de Nagbingou de la province du Namentenga dans la région Centre-Nord au Burkina Faso. 

## Éducation et santé
Kotoulgoum accueille un centre de santé et de promotion sociale (CSPS) tandis que le centre médical d'importance le plus proche est le centre hospitalier régional (CHR) de Kaya dans la province voisine.
Koutoulgoum possède une école primaire publique.